# みうらじゅん&山田五郎の男同志
『みうらじゅん&山田五郎の男同志』（みうらじゅんアンドやまだごろうのおとこどうし）は、MONDO21（現・MONDO TV そして世界中で TV Japan）で放送されたトーク番組。

## 概要
番組コンセプトは「言葉の上半身と下半身をくっつけ、社会の表と裏の様々な事象を語りつくす」。具体的にはトークテーマとして、比較的まじめな内容の言葉（言葉の上半身）と、完全に下ネタ絡みの言葉（言葉の下半身）を一つずつ選び、その2つの言葉を結合した言葉の解釈を考える、という形で番組が進められる。テーマとなる言葉の候補は、通常はスタッフが考えている模様だが、第3シリーズではニコニコ動画で「言葉の上半身」の候補を募集する試みも行われている。
収録は第1シリーズは学校の教室風のセット（第3シリーズの最終回で、アダルトビデオ撮影でも使用されるスタジオだったと明かされる）で行われたが、第2シリーズ以降は寄席（お江戸日本橋亭）での公開収録形式となっている。
番組は第2シリーズまでは30分番組として放送。第3シリーズは30分×3幕構成の90分番組になった一方で、放送は不定期になった。
後継番組として「みうらじゅん&山田五郎の親爺同志」が2011年6月から放送される予定であったが、2011年（平成23年）3月11日（金）に発生した東日本大震災の影響で公開収録が延期となり、放送開始も2011年8月からとなった。同番組はトークテーマの設定方法が変更になった以外は、ほぼ従前のシリーズと同じスタイルの内容となっている。「親爺同志」では格言やことわざに独自の定義、解釈をつけていく「親爺苑」、視聴者や観覧車の悩みや質問に即興で答える「親爺の知恵袋」のコーナーが設けられた。

## 出演者
- みうらじゅん
- 山田五郎
- 天津木村（第2シリーズのみ）
- 安斎肇（第3シリーズでゲスト出演）

## 放送期間
- 第1シリーズ: 2007年10月 -
- 第2シリーズ: 2009年1月 -
- 第3シリーズ: 2009年11月 - 2010年9月
- みうらじゅん&山田五郎の親爺同志[2]：2011年8月 -

## 関連商品
第1シリーズは学習研究社よりDVDブック全3巻が発売。
第2シリーズはイーネット・フロンティアからDVD全4巻が発売されている。